# US Robotics
U.S. Robotics Corporation, vaak USR genoemd, is een Amerikaanse producent van computermodems en gerelateerde producten.

## Geschiedenis
USR werd in 1976 opgericht in Chicago (Illinois) en verhuisde later naar Skokie. De bedrijfsnaam is een verwijzing naar het fictieve bedrijf U.S. Robots and Mechanical Men, dat prominent aanwezig is in de werken van Isaac Asimov.
Aanvankelijk was USR een wederverkoper van computers, terminals en modems. In 1979 bracht USR zijn eerste eigen modem op de markt: de Courier. Deze modem was bij zijn introductie alleen voor bedrijven bestemd, maar tegen 1984 waren modems gemeengoed geworden en werd de modem ook op de consumentenmarkt aangeboden.

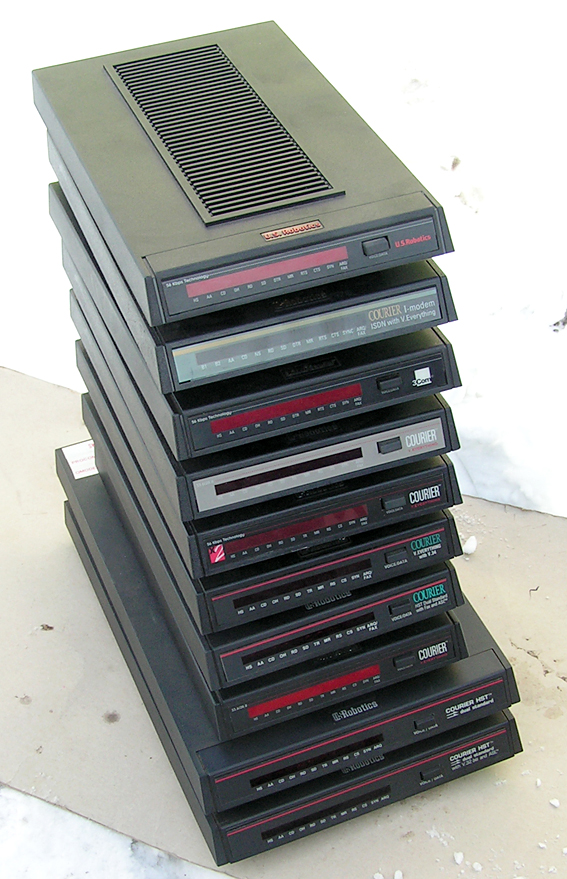
Verschillende generaties en modellen Courier modems

De Courier HST uit 1986 was voornamelijk gericht op bulletin board systems, waar het supersnelle HST-protocol FidoNet-overdrachten veel sneller en dus goedkoper maakte. In de jaren negentig werd USR een belangrijk consumentenmerk met zijn Sportster-lijn. Het bedrijf had een reputatie voor hoge kwaliteit en ondersteuning voor de nieuwste communicatiestandaarden toen deze opkwamen, met name met zijn V.Everything-lijn uit 1996.
In een poging om de verkoopprijs van zijn modems verder te verlagen, bracht USR ook een Winmodem op de markt die gebruikmaakte van software die op de hostcomputer draaide om een aantal modemfuncties uit te voeren.
In 1995 kocht het bedrijf Palm, Inc. voor zijn PalmPilot PDA en in 1997 fuseerde het met 3Com. 3Com splitste USR in 2000 weer af maar behield Palm. USR keerde terug naar de nu veel kleinere markt van inbelmodems en begon zich ook op nieuwe markten te richten met producten voor bekabelde en draadloze netwerken.
Sinds 2004 staat het bedrijf formeel bekend als USR. In 2005 werd USR opgekocht door Platinum Equity, een private-equitybedrijf. In 2009 verhuisde het bedrijf naar een nieuw hoofdkantoor in Schaumburg en vanaf 2010 richtte het bedrijf zich uitsluitend nog op de traditionele modembusiness.
In 2013 werd USR een divisie van UNICOM Global en een van de weinige aanbieders die nog op de modemmarkt aanwezig zijn.

## Fotogalerij

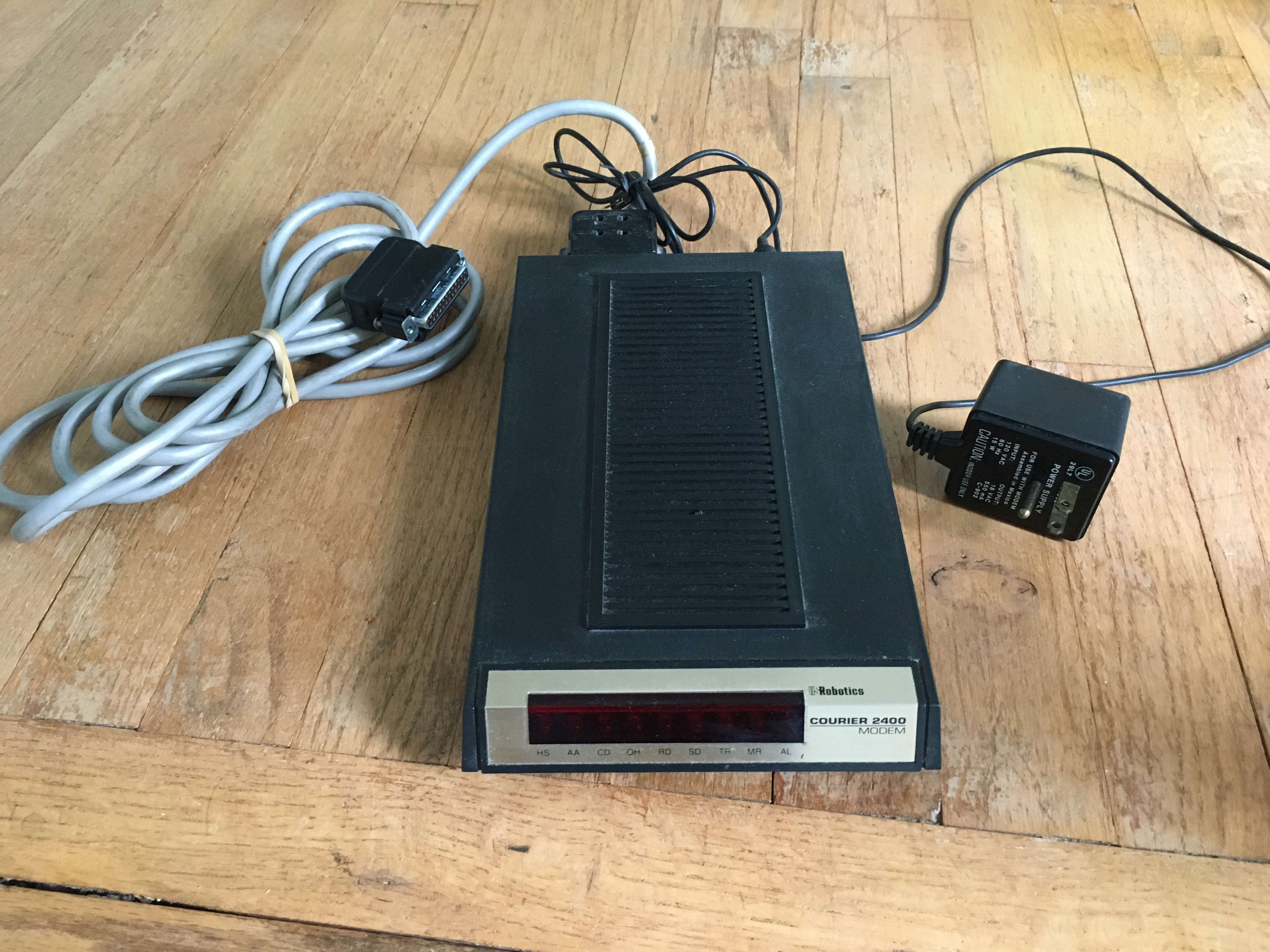
Courier 2400 Modem (1985)
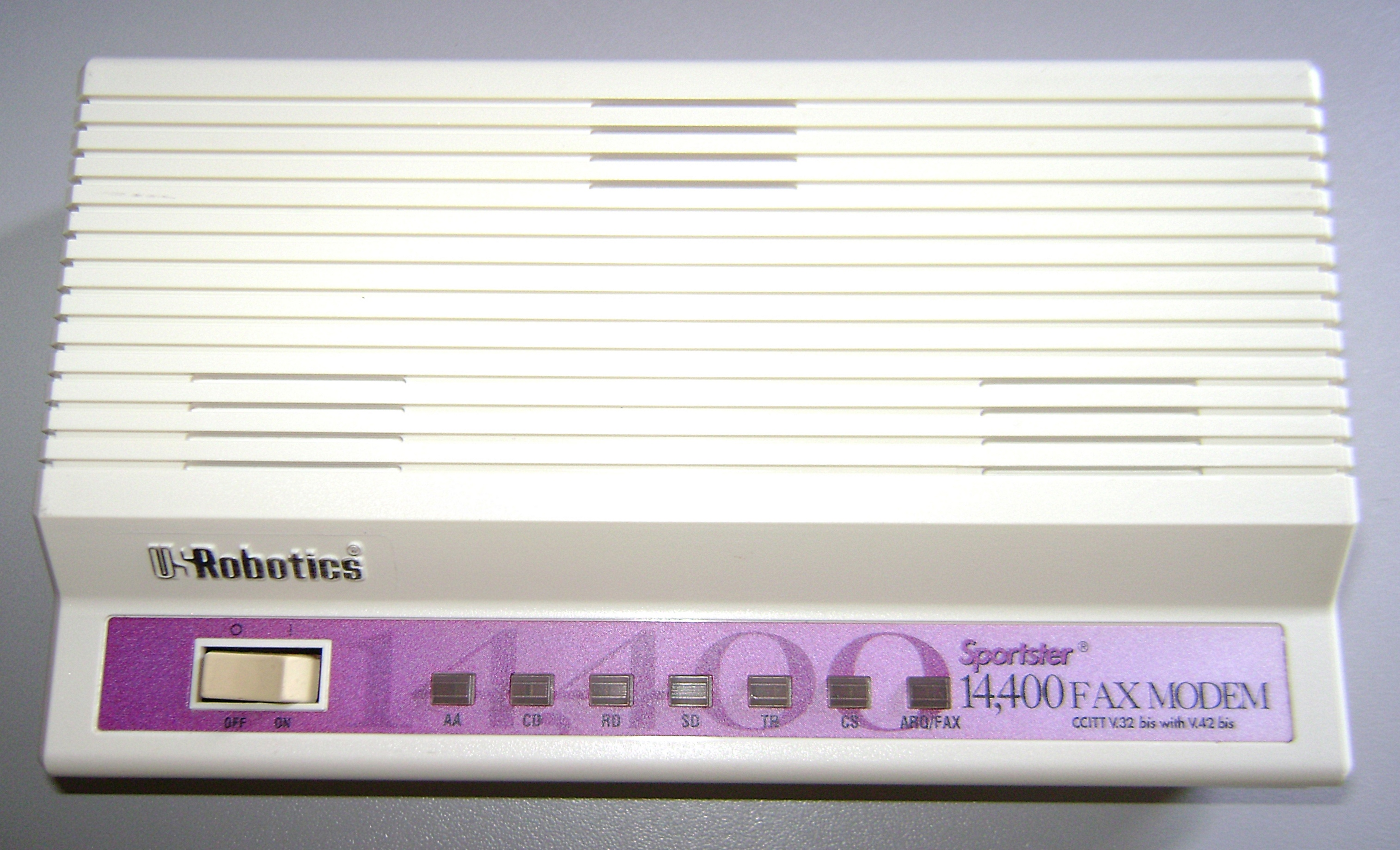
Sportster 14,400 Fax Modem (1994)
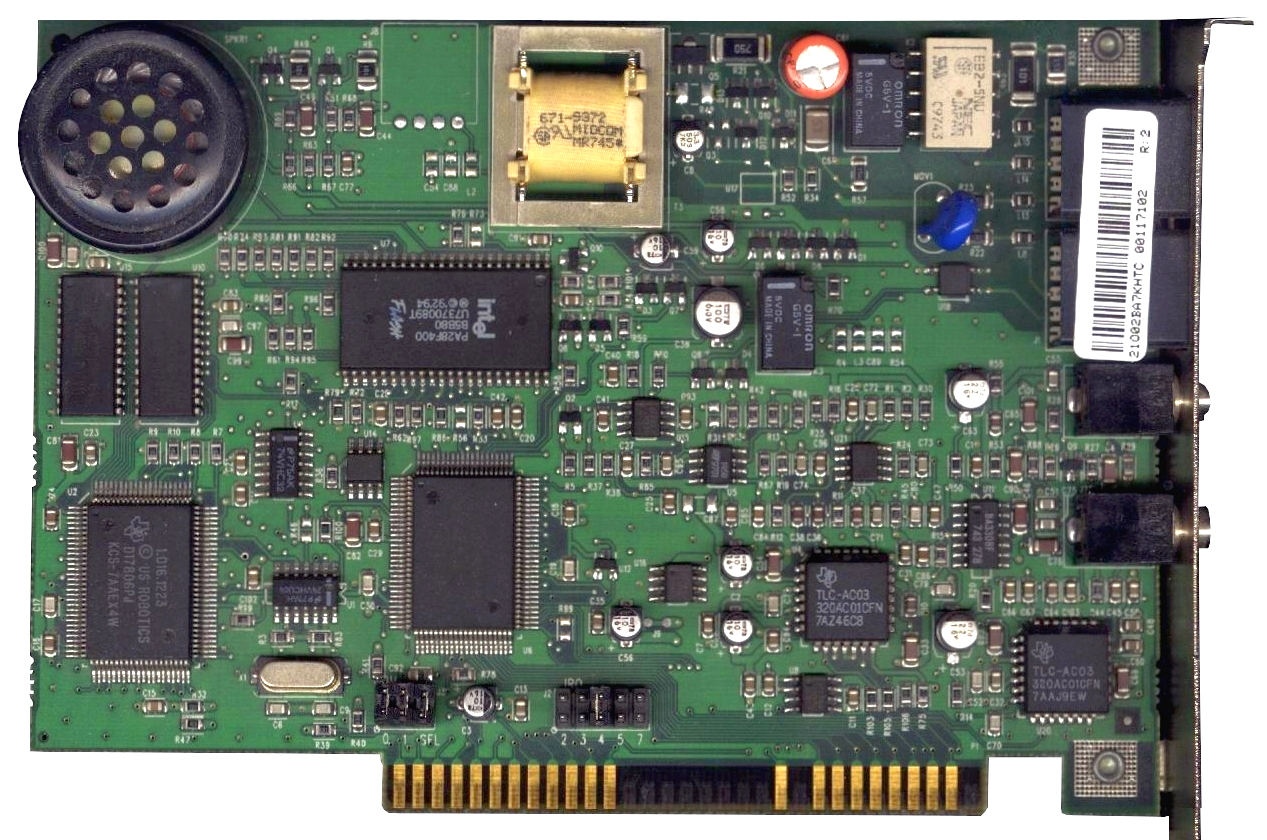
Sportster 56k ISA modem (1996)
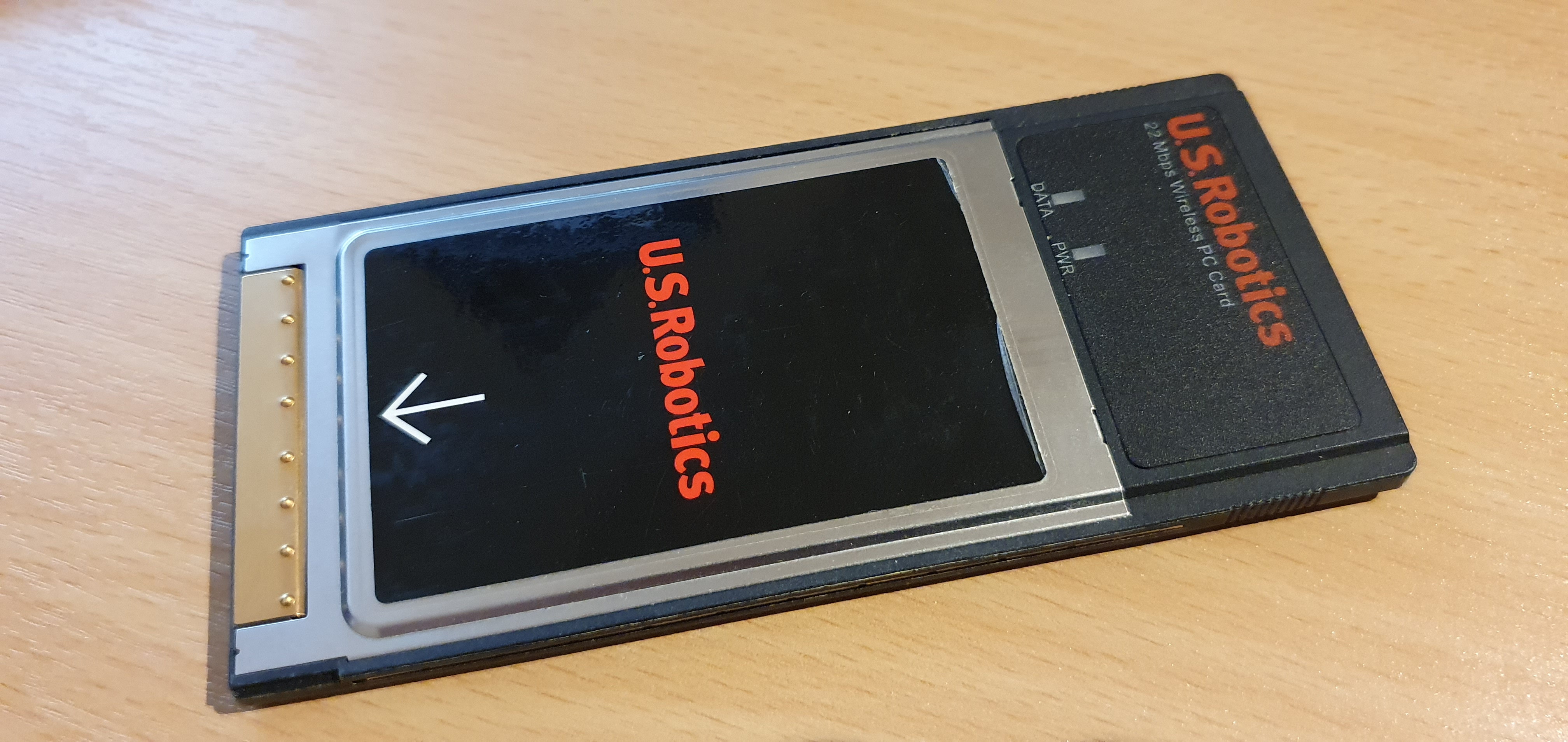
U.S. Robotics 22 Mbps Wireless PC Card (2002)
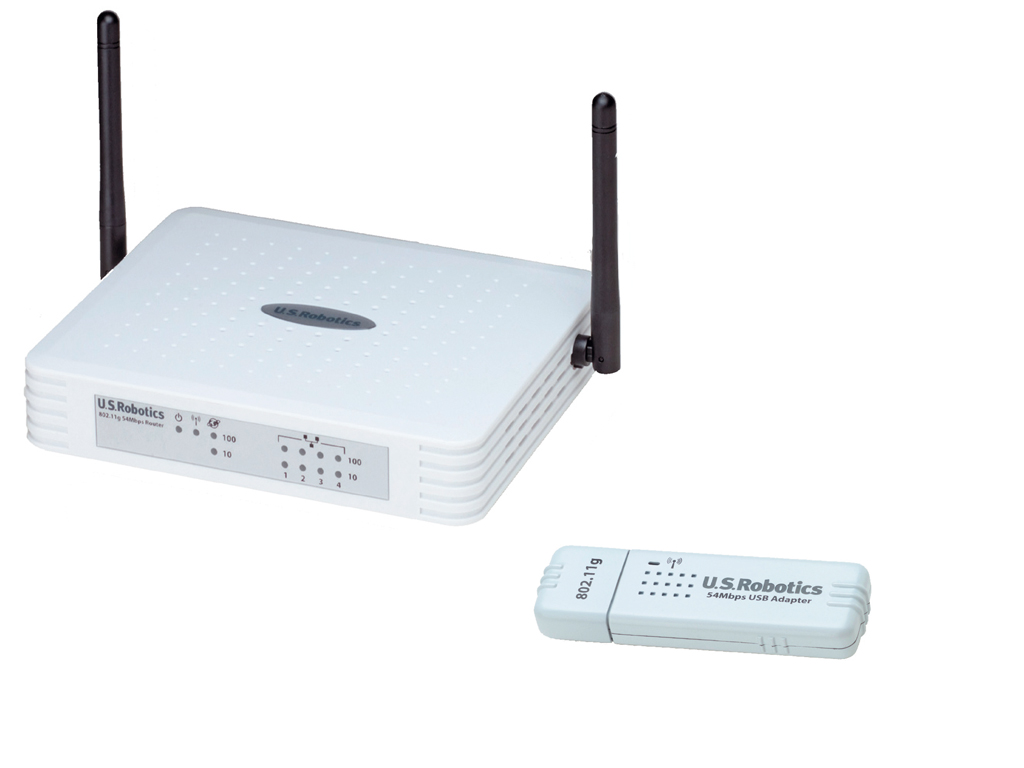
U.S. Robotics 802.11g 54Mbps Router (2004)
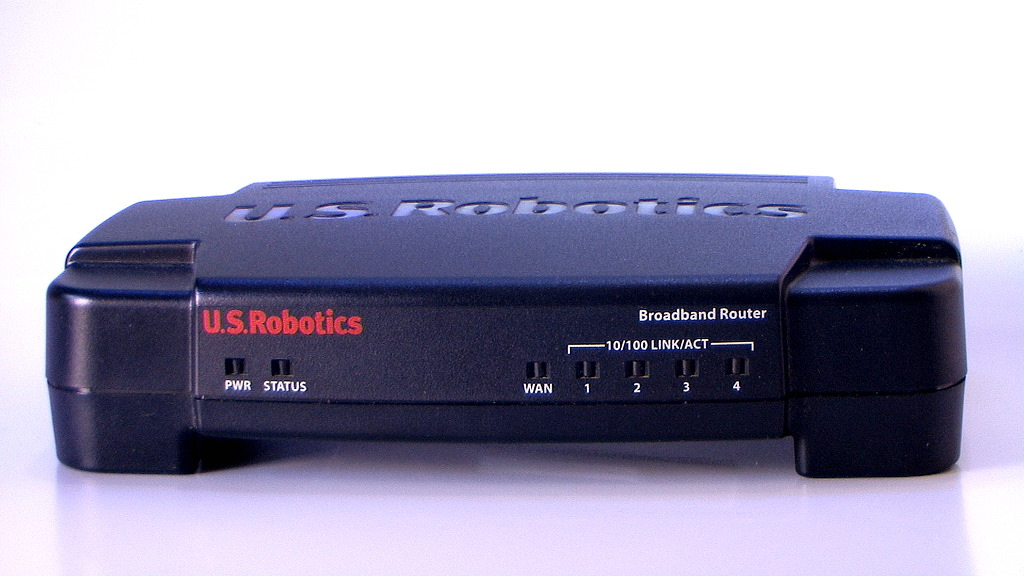
USR8004 Broadband Router (2005)